# Charlie Allan

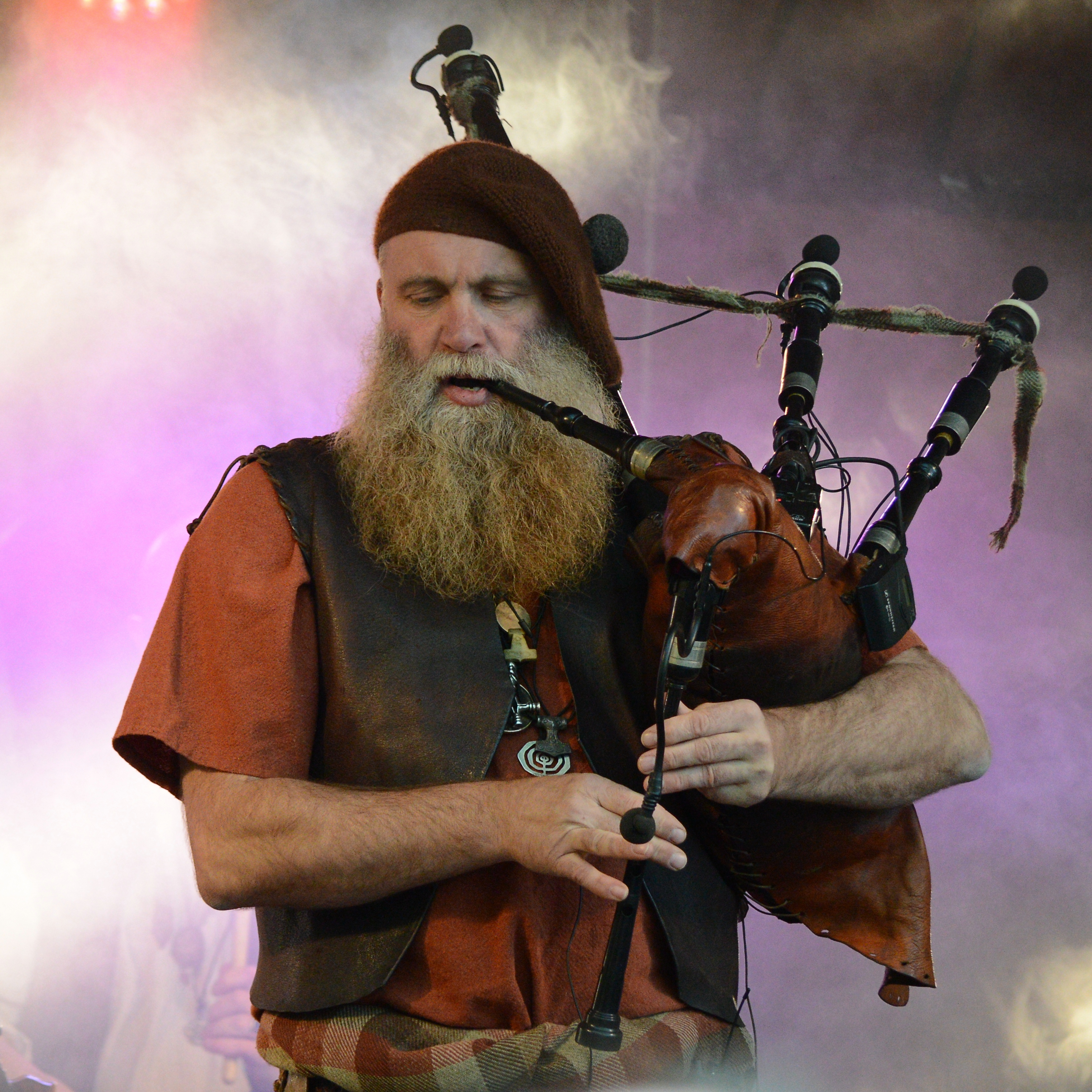
Charlie Allan (2014)

Charlie „Chick“ Allan (* 27. Februar 1963) ist ein schottischer Filmschauspieler, Stuntman und Musiker.

## Leben
Er ist der Vorsitzende des Clanranald Trust for Scotland, einer in Schottland anerkannten gemeinnützigen Organisation, welche in erster Linie die schottische Kultur und das schottische Erbe durch Unterhaltung und Bildung erhalten und verbreiten möchte. Hierzu gehört der Nachbau eines mittelalterlichen schottischen Dorfes mit dem Namen Duncarron. Er ist Chef von Combat International und der Scottish Federation of Medieval Martial Arts (SFMMA).  Combat International und die SFMMA sind Bestandteil des Clanranald Trust for Scotland. In Filmen wie Gladiator und Robin Hood spielte er kleinere Rollen. Er ist seit Gladiator mit Russell Crowe befreundet, welcher ihn bei seinem Duncarron-Projekt unterstützt.
Allan arbeitet auch als Stuntman und Stunt Coordinator an Film- und Fernsehproduktionen wie A Viking Saga: The Darkest Day, Bravehearts Erben, Rise of the Clans, Norsemen, The Last Duel und House of the Dragon.
Er ist Gründer und ehemaliger Great-Highland-Bagpipe-Spieler der Band Saor Patrol.
Allan war in erster Ehe mit Malin Heen-Allan verheiratet, mit der er fünf Kinder hat. In zweiter Ehe ist er mit der der Kostümbildnerin Chara Gallos-Allan verheiratet, mit der er ein weiteres Kind hat.

## Filmografie (Auswahl)
- 1998: Merlin (Fernsehfilm)
- 2000: Gladiator
- 2001: Jack of Diamonds
- 2003: The Bone Hunter
- 2003: American Cousins
- 2004: King Arthur
- 2009: Walhalla Rising (Valhalla Rising)
- 2010: Robin Hood
- 2011: Der Adler der neunten Legion (The Eagle)
- 2012: Snow White and the Huntsman
- 2013: Thor – The Dark Kingdom (Thor: The Dark World)[3]
- 2014: Das Versprechen eines Lebens (The Water Diviner)
- 2017: King Arthur: Legend of the Sword
- 2018: Outlaw King
- 2022: Chaos Rising (Miniserie)